# Policarpa (Bogotá)
Policarpa es un barrio de Bogotá, situada al oriente de la localidad de Antonio Nariño, en la UPZ Ciudad Jardín.

## Barrios vecinos
Al Norte (Calle 2 sur)
- Hortúa

Al sur (Calle 5 sur.)
- Ciudad Berna

Al Oriente (Carrera Décima)
- Modelo Sur

Al Occidente (Carrera 12)
- Sevilla

## Geografía
Territorio prácticamente plano, urbano y de extensión mínima. Se sitúa en las cercanías del Centro Histórico de Bogotá y aledaña a la futura zona Ciudad Salud (donde se congregan varios hospitales de la ciudad como el San Juan de Dios y el Lorencita Villegas de Santos).

## Historia
El 29 de junio de 1961 inicia la ocupación del barrio Policarpa quien lleva su nombre en honor de la heroína de la independencia colombiana Policarpa Salavarrieta por inmigrantes provenientes de zonas rurales, que se tomaron el terreno que era una extensión del antiguo Hospital de la Hortúa. Dado a su carácter obrero, se fermentaron conflictos por la legalidad del barrio y el derecho a la vivienda de sus habitantes lo que también sirvió como semilla para la fundación de la Central Nacional Provivienda. Hoy es asentamiento de diversas corrientes artísticas y políticas populares.

## Actividades socioeconómicas
Barrio residencial y comercial, sobre todo por sus actividades de restaurantes de comida popular y la industria textil.

## Acceso y Vías
Las calles Tercera y Cuarta sur son transitables y hay una ruta de buses que lo conecta con algunos barrios del sur de la ciudad (principalmente el Restrepo). Respecto de TransMilenio, este barrio es atendido por la estación homónima de la troncal Carrera Décima, perteneciente a la fase III del sistema. Por la misma vía, circulan diferentes rutas del SITP que conectan principalmente con el centro de la ciudad.

## Sitios Importantes
- Parque Comunal
- Salón Cultural Luis A Morales
- Colegio Técnico Jaime Pardo Leal
- Zona textil